# Успенський собор Почаївської лаври
Свято-Успе́нський собо́р (Собо́р Успі́ння Пресвято́ї Богоро́диці) — головний соборний храм Почаївської лаври.

## Історія

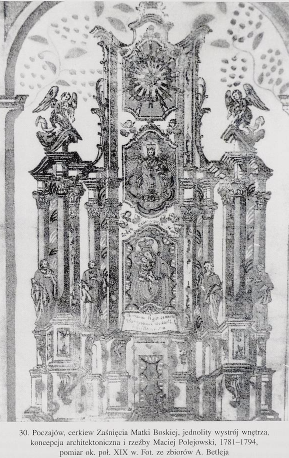
Головний вівтар, василіяни

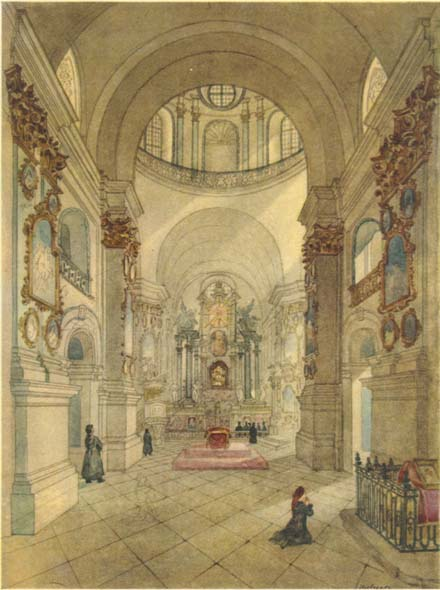
Тарас Шевченко. Інтер'єр Собору Почаївської Лаври, 1846

Приблизно з 1649 року на місці нинішнього Успенського собору стояв кам'яний Свято-троїцький храм, зведений на засоби Федора (Феодора) і Єви Домашевських. Між 1730 та 1736 роками ченці-уніати заготовили цеглини для будівництва нового храму, але робота не розпочиналася через брак коштів.
Побудові Успенського собору передувала історія, що трапилася в 1759 році з польським шляхтичем Миколою Василем Потоцьким, який походив із римо-католицької сім'ї (хоча серед предків — кузина православного митрополита Петра Могили, православна Марія Могилянка), але його суперечливий характер також втілював у собі найгірші риси тодішньої польської аристократії. Одного разу він проїжджав у візку неподалік від Почаєва. Щось трапилося на дорозі, коні рвонули в сторону, перекинувши візок і викинувши Потоцького та його кучера, а потім разом з перевернутим візком поскакали геть. Маючи гнівний норов, Потоцький із добірною лайкою вихопив пістолета, візник зрозумів, що настала остання мить в його житті. Тільки й встиг він повернутися в сторону монастиря, що виднівся на горі, та вигукнути: «Мати Божа, чудовна в іконі Почаївській, спаси мене…». Клацнув курок … — осічка. Потоцький прицілився ще раз — осічка. Струшує пістолет, натискає на курок в третій раз — знову осічка. Потоцький приголомшено подивився на свій пістолет, який ще ні разу не підводив його, перевів свій погляд на кучера, напівмертвого від жаху, але з вогником якоїсь надії в очах, потім повертає він свій погляд на монастир, що видніється вдалині. В цей момент він зрозумів, що щось сильніше врятувало життя людині. Поступово в нього зникає гнів і йому раптом дуже закортіло дізнатися, що це за чудотворна ікона, до якої вигукнув кучер. Невдовзі йому повертають коней, і Потоцький, змінивши свій шлях, їде прямо в Почаїв, входить до храму, бачить, нарешті, ту ікону, вдивляється в неї і з сльозами покаянної молитви опускається на коліна перед чудотворним образом Почаївської Божої Матері. Цей випадок назавжди змінює Потоцького в кращу сторону. Невдовзі Потоцький став греко-католиком, тобто переходить з латинського в східний обряд, згадавши мабуть, про православне віросповідання своєї прабабусі Марії. Всю свою енергію та волю, що витрачалася до сих пір часто надаремно, всі свої величезні кошти, які до сих пір він часто витрачав на примхи, віддає він відтепер на служіння монастирю.
За два десятиліття до початку фундаційної діяльності Потоцького важливим поштовхом до піднесення Почаївської Святоуспенської обителі стали постанови Дубенської генеральної капітули 1743 р. Її ухвали були продиктовані прагненням папи римського Бенедикта XIV, який у травні 1742 р. звелів київському архієпископові та митрополитові всієї Русі Атанасієві Шептицькому «усіх василіян у монастирях Русі зібрати в одну сім'ю… якою керуватиме генеральний перфект або протоархимандрит» На капітулі уклали угоду з цим митрополитом, згідно з котрою його влада над василіанськими спільнотами була номінальною. Управляти ними мав протоархімандрит, якого обирали на чотири роки з однієї з двох (почергово) василіянських провінцій (Святої Трійці та Святої Покрови). У 1744 р. папа присвоїв об'єднанню василіян Русі офіційну назву «Руський чин св. Василія Великого». Резиденція очільника Руської (Покровської) провінції розмістилась у Почаївському монастирі. 1747 року її очолив Іпатій Білинський, з яким Потоцький вів перемовини і листування про спорудження нового монастирського собору та братського корпусу, а також коронування монастирської ікони Божої Матері, на що дав кошти. Він адресував Білинському 39 листів (перший  Миколая-Василія до протоархимандрита ЧСВВ та одночасно настоятеля (суперіора) Почаївської обителі датований 12 квітня 1761 р., рівно за 21 рік до смерті фундатора). Намір узяти на себе зведення нового храму Потоцький висловив ще 1761 року, але архітектори, з якими проводили попередні консультації, пропонували різні рішення, що відтягувало початок. Стан споруд монастиря вимагав реконструкції, тому Потоцький зав'язує тісні відносини з о. Іпатієм Білинським ЧСВВ, що був тоді одним з архітекторів Успенського собору, і за допомогою якого укріплює будівлю після обвалу. Пізніше саме пожертви Потоцького дозволять надати храму сучасного вигляду. Після чисельних нарад для перебудови монастиря був прийнятий проект Ґотфріда Гофмана.
20 лютого 1771 року Ґотфрід Гофман уклав контракт на будівництво нового храму. 3 липня 1771 р. урочисто закладений перший (наріжний) камінь. Храм був орієнтований вівтарем на північ: лише таким чином вдавалося залишити усередині будівлі місце з відбитком Стопи Пресвятої Богородиці і одночасно погоджувати розміри собору з рельєфом пагорба. Переїхавши жити в обитель, Потоцький особисто спостерігав за роботами. При будівництві довелося розібрати старий храм Святої Трійці і древній Успенський храм, частина кладки якого увійшла до складу опорних споруд під південним фасадом собору. У 1775 році поправки в проект собору внесла комісія на чолі Петром Полейовським (1734—1776). У тому ж році роботи продовжив український архітектор Франциск Ксаверій Кульчицький, під керівництвом якого збудували протягом 1771–1783 років трапезну, сформували під Успенським собором терасу з парапетом. У 1779 році над вівтарем собору зведена кам'яна вежа, що відповідала архітектурі храму і яка урівноважила силует будівлі.
У 1780 році собор був освячений для тимчасового богослужіння. Але в 1781 році обвалилася одна з внутрішніх колон храму: позначився прорахунок відносно послідовності зведення арок зведень. Проте наприкінці вказаного року майстер Н. Чернецький вже почав робити покрівлю. Він же побудував в 1782 році завершення 2-х веж на кутах південного фасаду. У тому ж році помер Потоцький. Перед кончиною він прийняв унійне постриження в чернецтво, а похований був у крипті під собором. У 1784 році майстер П. Золотницький закінчив спорудження куполу. У 1790 році ченці підписали контракт з Матвієм Полейовським (після 1734 — бл.1800, брат Петра) на завершення інших будівель. 1791 року закінчилася побудова монастиря, 8 вересня ікону Почаївської ікони Божої Матері урочисто внесли в нову святиню. У 1807–1810 роках Долинський Лука оформляв інтер'єр Успенської церкви Почаївського монастиря: ікони для іконостасу, великих та бічних вівтарів, розписи «Чудес Христових» на пілястрах, настінний живопис, пов'язаний з історією монастиря (замінений за вказівкою царя Олександра II 1861 року). Справжнє ж урочисте освячення собору відбулося 8 серпня 1822 року. Його здійснить Яков-Адам Окелло-Матусевич, екзарх греко-католицької митрополії південно-західної Русі.
У 1846 році Тарас Шевченко під час відвідин монастиря намалював інтер'єр Собору Почаївської Лаври, зокрема, зобразив головний вівтар (нині вважається втраченим).
у 1874 році після пожежі розпис собору оновлювали лаврські художники разом з академіком Василем Васильєвим. Оздоблювальні роботи виконував скульптор М. Полейовський. Іконостас виконаний за проектом академіка Михайла Нестерова. Тридцять три ікони, написані на мідних дошках академіками Лавровим, Горбуновим і В. Васильєвим, прикрашають його.

## Архітектура. Інтер'єр
Собор побудований у стилі пізнього бароко. Він піднімається над землею на 56 метрів, довжина — 54, а ширина — 40 метрів. Храм вінчає величний купол. Велика тераса-галерея з трьох сторін обрамляє храм. Над центральним входом собору — ікона Успіння Божої Матері.
Загальна композиція комплексу — терасна, будівлі розміщені на схилах з поступовим підвищенням до головного акценту — Успенського собору. Головний фасад за католицькою традицією прикрашають дві вежі під кутом 45° до головної осі, що підкреслює всефасадність собору — характерну рису українських церков. Первісний вівтар схожий на католицькі, з колонами та статуями на них (зберігся малюнок вівтаря Успенського собору, автор — Тарас Шевченко, 1846 р., див. далі). Загалом композиція з однією центральною банею на восьмерику і двома бічними вежами схожа на катедральну церкву в Холмі та співзвучна найкращим зразкам козацького бароко — соборам Чернігівського Троїцького та Мгарського (біля Лубен) монастирів на Полтавщині. Прикметою Успенського собору є його орієнтація вівтарем на північ, а не на схід.
Архітектори надали йому усередині хрестоподібну форму, розділивши аркадами колон на три частини. Багатством фарб, ліній і форм, граней і ярусів, своїм простором він манить ввись. Собор розписаний і прикрашений іконами та зображеннями, пов'язаними з історією монастиря і подіями з життя Спасителя: зцілення сліпого брата поміщиці Ганни Гойської Філіпа в 1597 році, перенесення чудотворної ікони Богородиці зі замку Гойської (Орля) на гору Почаївську, чудесне повернення інока в обитель з турецького полону, біснування дружини Фірлея, який посягнув на святу ікону Богородиці, Потоцький і його кучер, Христос і розкаяна грішниця, воскресіння сина вдови наїнської, Христос у домі Марфи і Марії. Золотими буквами зліва направо — православний Символ віри. Як завершення розпису — на вівтарній стіні величезне зображення Матері Божої у вогняному стовпі — початок історії обителі.
На хорах дві церкви: праворуч — в ім'я святителя Миколая Чудотворця, а ліворуч — в ім'я московського святого благовірного князя Олександра Невського. Служби в них відбуваються тільки на Світлій Седмиці. Освячені вони в пам'ять відвідин монастиря імператорами Миколою I і Олександром II.
Первісно собор мав кілька вівтарів, зокрема, головний, який намалював Тарас Шевченко. Під час пристосування храму для потреб Російської православної церкви значну частину католицьких предметів культу знищили чи забрали з храму.
Нинішній внутрішній вигляд храму сформувався в XIX столітті. Збереглися тут і частки більше раннього убрання. Іконостас, що іменується Царським, подарований російським імператором Олександром II на пам'ять візиту до Лаври в 1859 році і встановлений в 1861 році. Над рівні 3-го ярусу іконостасу, над зображенням Таємної Вечері, на стрічках укріплена чудотворна Почаївська ікона Божої Матері (у ранні уранішні години, по встановленому в обителі порядку, святиня опускається на рівень людського зросту для цілування її вірянами).
У південно-східній частині собору, у підніжжі однієї з колон (на стороні, оберненій всередину центральної нефи), в 1883 році встановлений кіот над місцем, де нижче рівня підлоги храму покоїться ділянка скелі із слідом Стопи Пресвятої Богородиці. Підходячи сюди і прикладаючись до зображення Стопи, віряни отримують з рук ієромонаха воду, що досі витікає з чудотворного сліду на камені.
Над кіотом звертають на себе увагу 2 пілястри, які відрізняються від інших пілястр собору тим, що не розписані живописом, а покриті дзеркалами — цей елемент убрання залишився з часів уніатів. З тих же часів збереглися укріплені на стінах собору по внутрішньому периметру центральної нефи великі ікони в позолочених рамах, написані в 1770-х роках. В 1869 році в храмі сталася пожежа, після якої в 1870-х роках стіни покрили новим живописом. Багато композицій присвячені місцевій історії.
Біля західної стіни усередині храму в 1894 році встановлений надгробний пам'ятник архієпископу Волинському Палладію (Ганкевичу) (пом. 1893, єдиний православний архієрей, похований в Почаївській обителі), що жив у Лаврі на спочинку з 1889 року. В крипті (склепі) покояться останки Феодора і Єви Домашевських, перенесені сюди із старого храму Святої Трійці, і Миколи-Василя Потоцького, вл. Паладія.
У соборі дві Лаврські святині: Зцілююча Стопа Божої Матері та її чудотворна ікона.

## Світлини

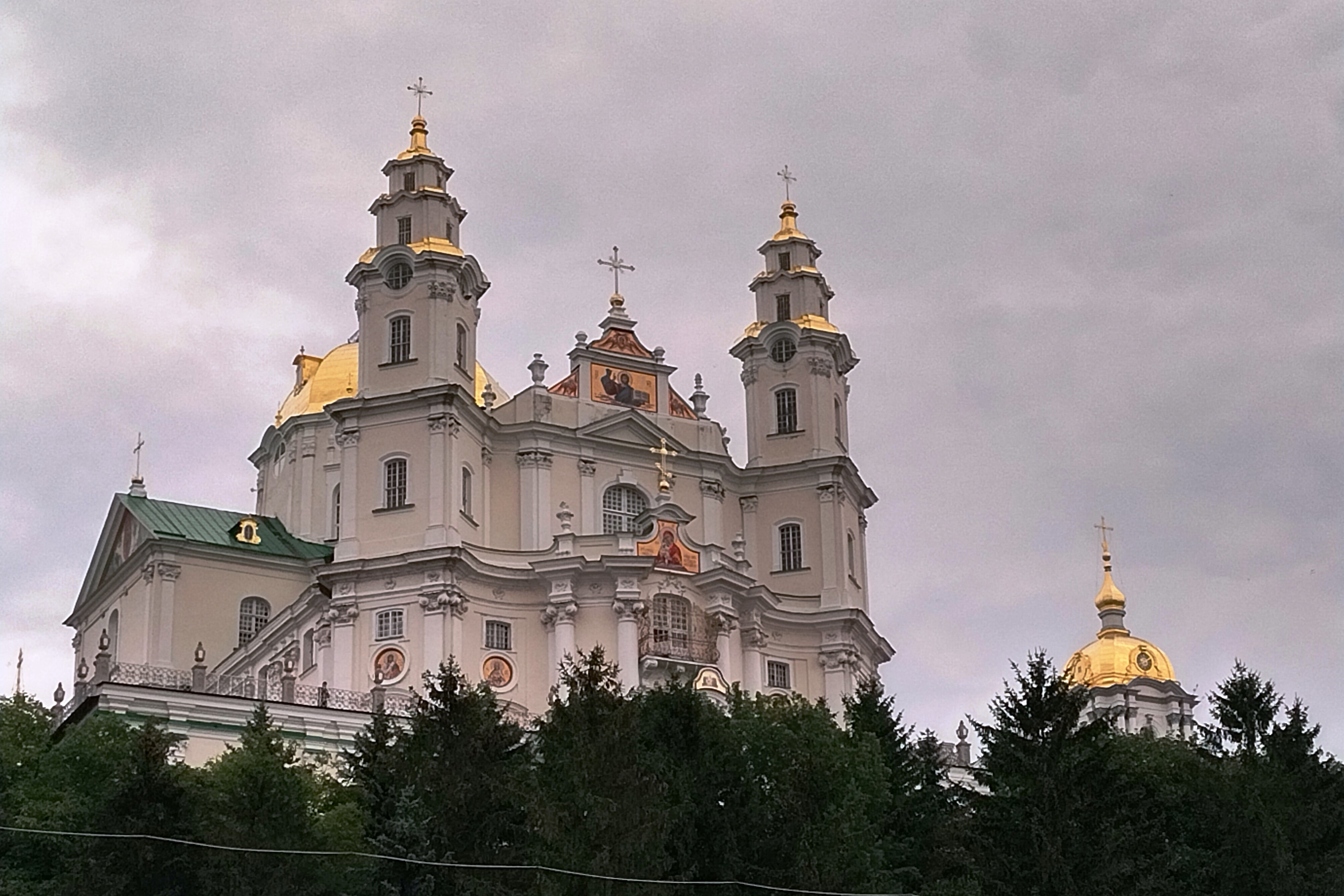
Вигляд на собор з боку Радивилівської вулиці
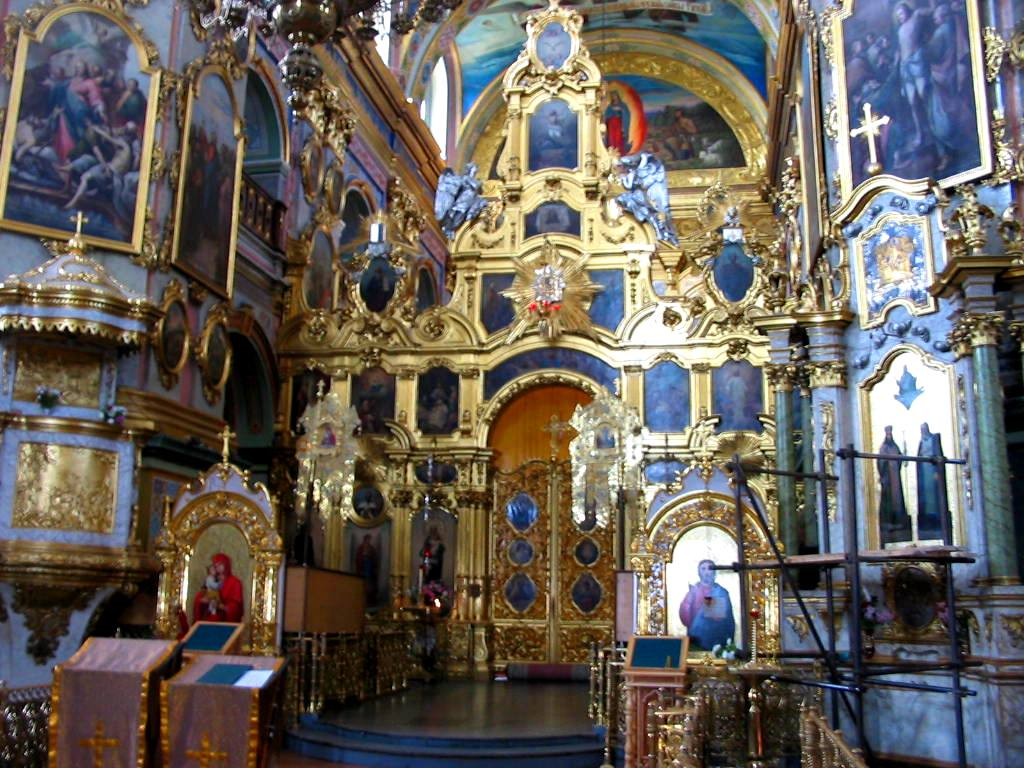
Матвій Полейовський. Проповідальниця (зліва), іконостас собору
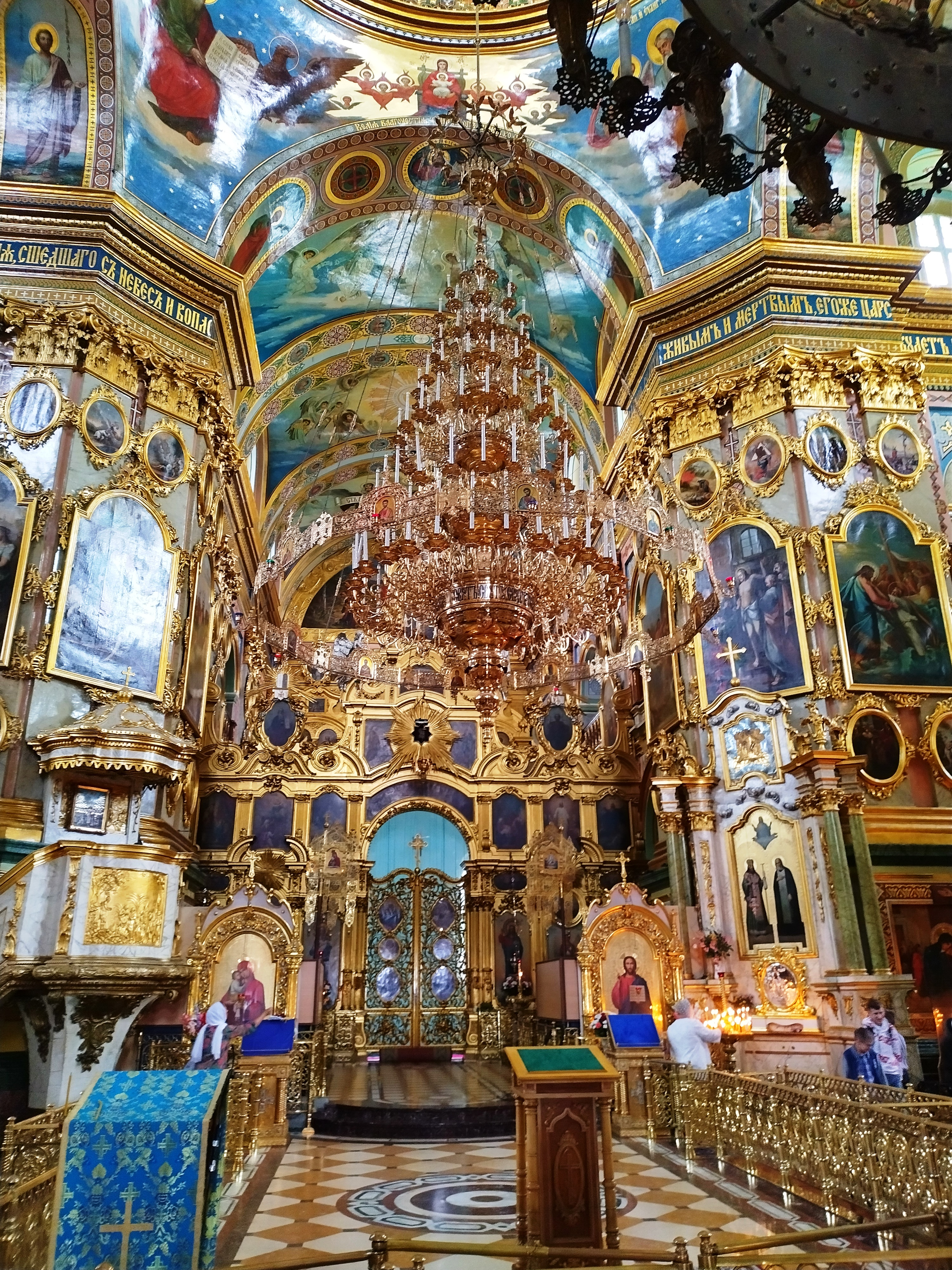
Іконостас собору після реставрації (серпень 2021 р.)
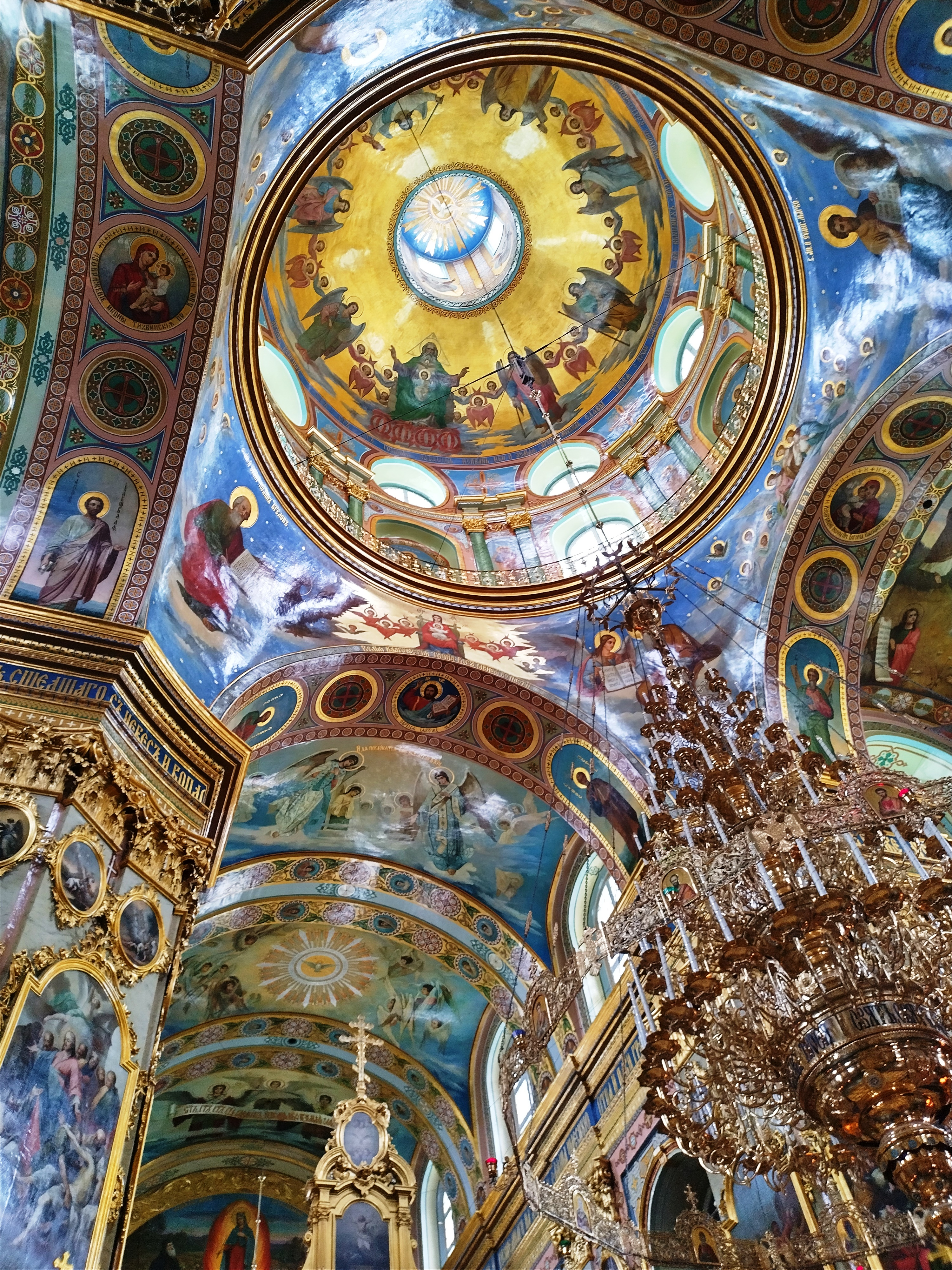
Купол
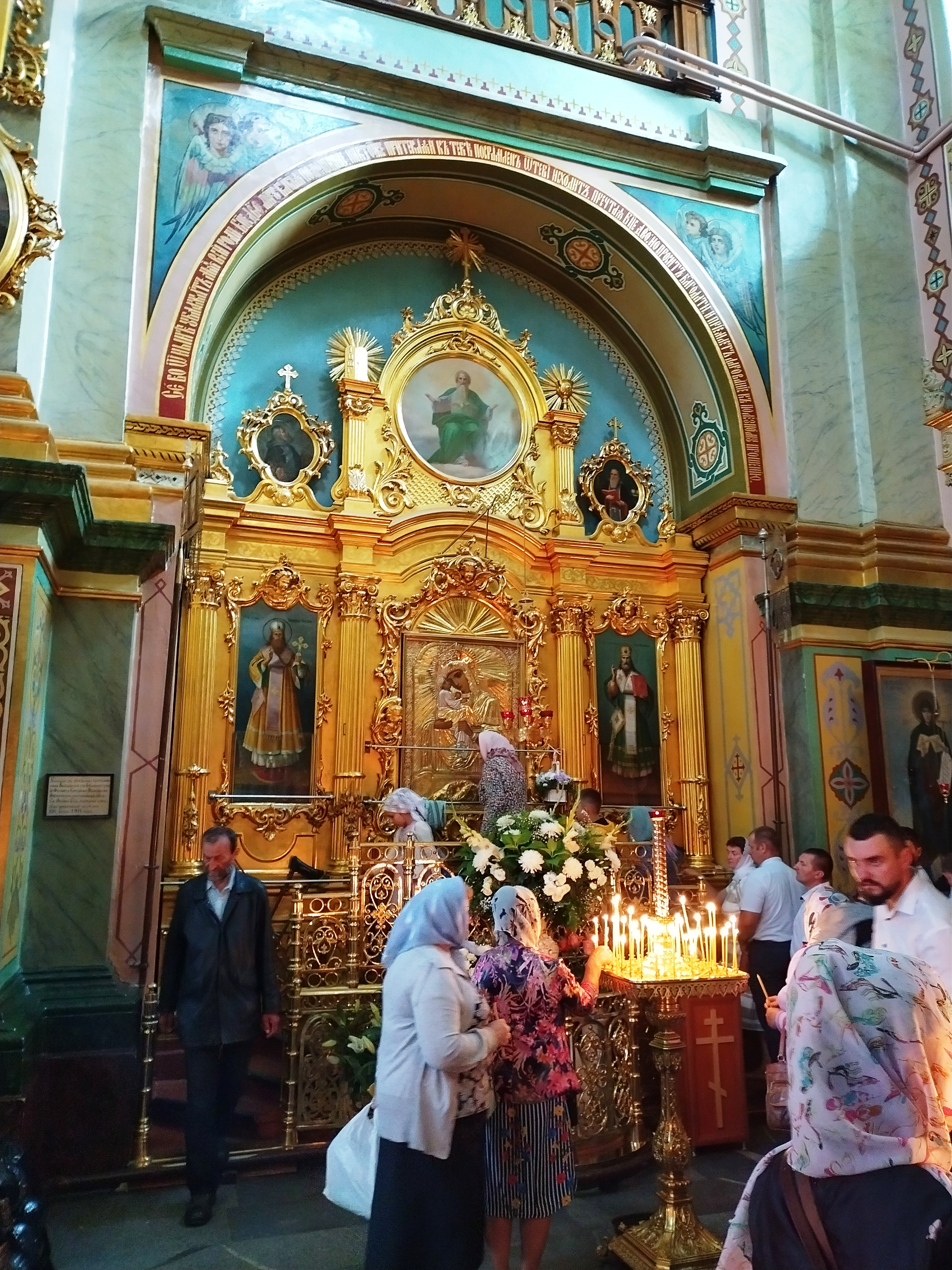
Зцілююча Стопа Божої Матері
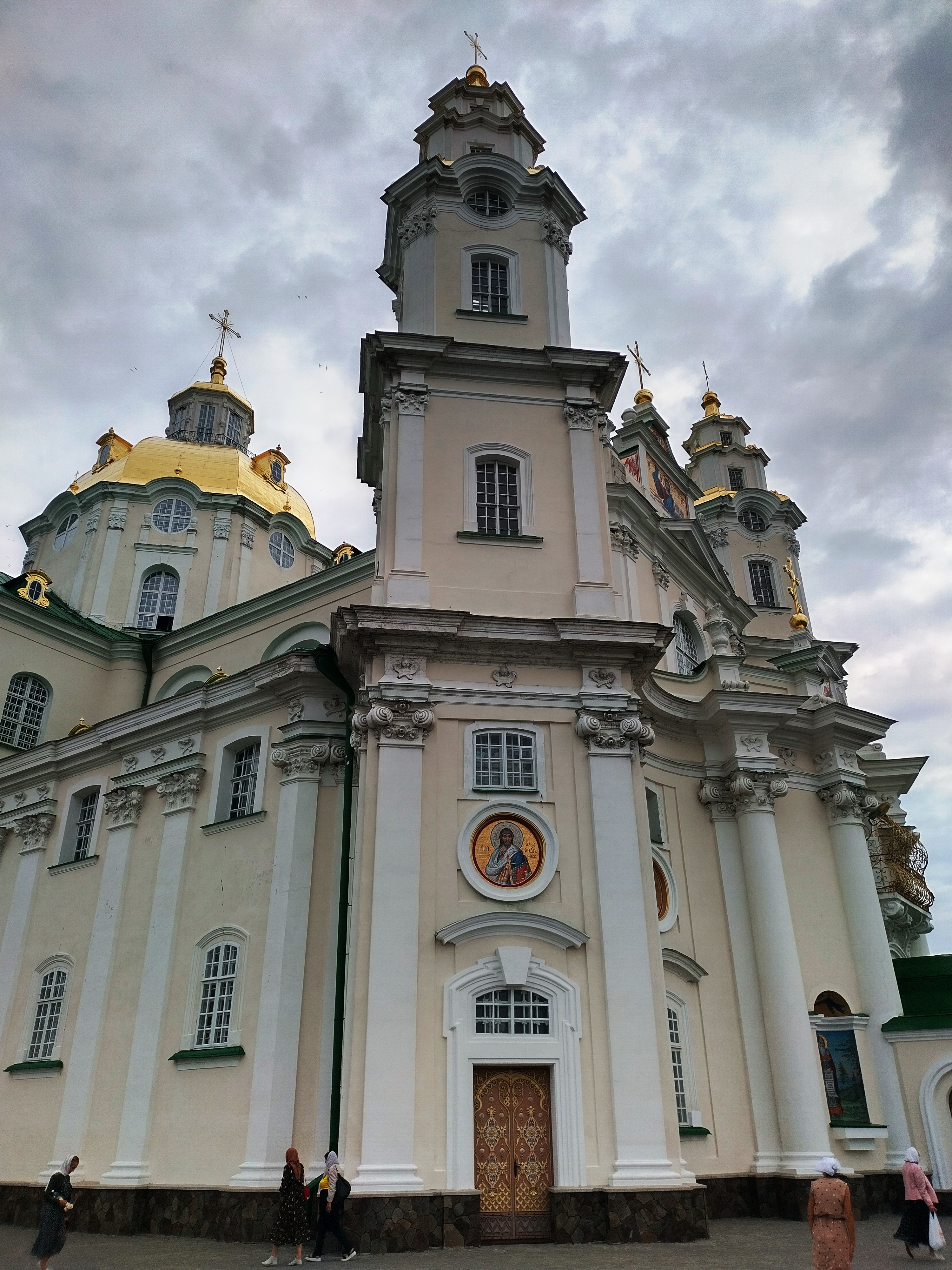
Одна з веж собору